# Dzsibuti labdarúgó-bajnokság (első osztály)
Az 1987-ben alapított dzsibuti labdarúgó-bajnokság első osztálya (Dzsibuti 1. Divízió) a dzsibuti labdarúgás legmagasabb divíziója.

## A 2017-2018-as bajnokság csapatai
| Klub                                | Város    | Stadion                      |
| ----------------------------------- | -------- | ---------------------------- |
| AS Ali Sabieh Djibouti Télécom      | Dzsibuti | Djibouti (Ville de Djibouti) |
| Guelleh Batal / Garde Républicaine  | Dzsibuti | Djibouti (Ville de Djibouti) |
| AS du Port / TACO                   | Dzsibuti | Djibouti (Ville de Djibouti) |
| Bahache / Université de Djibouti FC | Dzsibuti | Djibouti (Ville de Djibouti) |
| Gendarmerie Nationale               | Dzsibuti | Djibouti (Ville de Djibouti) |
| FC Dikhil                           | Dzsibuti | Djibouti (Ville de Djibouti) |
| Arta / SIHD                         | Dzsibuti | Djibouti (Ville de Djibouti) |
| AS Kartileh 2 / UCIG                | Dzsibuti | Djibouti (Ville de Djibouti) |
| AS Tadjourah                        | Dzsibuti | Djibouti (Ville de Djibouti) |
| Arhiba                              | Dzsibuti | Nincs adat                   |

## Bajnokcsapatok
- 1987: AS Etablissements Merill
- 1988: AS Compagnie Djibouti-Ethiopie
- 1989-1990: Nem került megrendezésre
- 1991: Aéroport
- 1992-1993: Nem került megrendezésre
- 1994: Force Nationale Securité
- 1995: Force Nationale Securité
- 1996: Force Nationale Securité
- 1997: Force Nationale Securité
- 1998: Force Nationale Securité
- 1999: Force Nationale Securité
- 2000: AS Compagnie Djibouti-Ethiopie
- 2001: Force Nationale de Police
- 2002: AS Boreh
- 2003: Gendarmerie Nationale
- 2004: Gendarmerie Nationale
- 2005: AS Compagnie Djibouti-Ethiopie
- 2006: Société Immobiliére de Djibouti
- 2007: AS Compagnie Djibouti-Ethiopie
- 2008: Société Immobiliére de Djibouti
- 2009: AS Ali Sabieh Djibouti Telecom
- 2011-12: AS du Port / TACO
- 2012-13: AS Ali Sabieh Djibouti Telecom
- 2013-14: AS Ali Sabieh Djibouti Telecom
- 2014-15: AS Ali Sabieh Djibouti Telecom
- 2015-16: AS Ali Sabieh Djibouti Telecom
- 2016-17: AS Ali Sabieh Djibouti Telecom
- 2017-18: AS Ali Sabieh Djibouti Telecom[2]

## Örökmérleg
| Klubcsapat                                                    | Aranyérmes |
| ------------------------------------------------------------- | ---------- |
| AS Ali Sabieh Djibouti Telecom (ASAS)                         | 7          |
| Force Nationale de Police (korábban Force Nationale Securité) | 7          |
| AS Compagnie Djibouti-Ethiopie                                | 4          |
| AS Port                                                       | 3          |
| Gendarmerie Nationale                                         | 2          |
| FC Société Immobiličre de Djibouti                            | 2          |
| Aéroport                                                      | 1          |
| AS Boreh                                                      | 1          |
| AS Etablissements Merill                                      | 1          |

## Gólkirály
| Szezon |  | Gólkirály | Csapat | Találatok |
|        |  |           |        |           |

## Külső hivatkozások
- Statisztika az RSSSF honlapján